# Коронавірусна хвороба 2019 у Сінгапурі
Коронавірусна хвороба 2019 у Сінгапурі — розповсюдження вірусу територією Сінгапуру. Були вжиті різноманітні заходи для масового тестування населення на наявність вірусу, наприклад, ізоляція інфікованих людей, а також впровадження додатків для відстеження контактів, таких як TraceTogether (як додаток, так і маркер), і суворий карантин тих, з ким вони були в тісному контакті.

## Перебіг подій

### 2020
Міністерство охорони здоров'я Сінгапуру 2 січня 2020 року випустило консультацію щодо спалаху хвороби та здійснило перевірку температури для пасажирів, які прибули в аеропорт Чангі з Уханя наступного дня. У перших шести підозрюваних випадках наявність вірусу 2019-nCoV виключено.
20 січня Міністерство охорони здоров'я оголосило про розширення обстеження температури тіла в аеропорту Чангі у всіх мандрівників, які приїхали з Китаю. Крім того, пацієнтів із пневмонією, які подорожували в Ухань за 14 днів до появи клінічних проявів, будуть ізолювати у лікарні. Міністерство охорони здоров'я також надіслало нагадування лікарням та лікарям загальної практики, щоб вони були пильні щодо випадків пневмонії у осіб, які нещодавно їздили в Ухань.
23 січня було зафіксовано перший випадок хвороби — інфекцію виявили у туриста з Ухані.
10 лютого було виявлено ще двох хворих, кількість інфікованих жителів Сінгапуру сягнула 45 осіб, 13 лютого було 58 хворих та 15 осіб одужало.
15 лютого Міністерство охорони здоров'я оголосило, що кількість хворих сягнула 72 осіб, 19 лютого в країні нараховувалось 84 хворих, з них 4 у критичному стані.
21 лютого кількість людей, що одужала від вірусу, сягнула 47 осіб.
27 березня влада країни запровадила кримінальну відповідальність та штрафи на суму до 7 тис. $ за навмисне порушення дистанції від інших людей. На цей день в Сінгапурі виявлено 683 випадки захворювання та два летальних результати.
1 квітня в Сінгапурі зафіксували найбільший спалах з початку пандемії — 74 людини, сумарна кількість інфікованих перевищила 1000 осіб.
Починаючи з травня, більшість випадків було зафіксовано у гуртожитках для заробітчан, максимальна кількість уражених в окремих кластерах сягала 24 осіб 11 липня. Пік уражень припав на другу половину квітня. До серпня 11 серпня владою країни було проголошено, що гуртожитки «очищені» від коронавірусу.
24 грудня в Сингапурі було зафіксовано новий різновид коронавірусу, виявлений раніше у Британії.

### 2021
У листопаді Сінгапур заборонив в'їзд туристам із Ботсвани, Есватіні, Лесото, Мозамбіки, Намібії, Південної Африки та Зімбабве через B.1.1.529, новий COVID-штам.

## Розробка та виробництво вакцини
Компанія «Arcturus Therapeutics» розпочала співпрацю зі Сінгапурською медичною школою Дюка Національного університету Сінгапуру у розробці вакцини проти COVID-19. У листопаді 2020 року компанія «Arcturus Therapeutics» уклала угоди про виробництво на території Сінгапуру та постачання вакцини «LUNAR-COV19» до країни з Радою економічного розвитку Сінгапуру.